# Marianne Dubuc
Marianne Dubuc (Montréal, 1980) is een Canadese schrijfster en illustratrice van kinderboeken. Ze is afgestudeerd als grafisch ontwerpster aan de Université du Québec à Montréal.

## Werk
- Beer en het fluisteren van de wind (Querido, 2022)
- Boven op de berg. Vertaald uit het Frans door Jacques Dohmen. (Querido 2019) ISBN 9789021414782
- Op vakantie met de familie Muis (Querido, 2017)
- Een boot voor de dieren (Querido, 2016)
- Hoera, er is post! (Querido, 2015)
- De leeuw en het vogeltje (Querido, 2014)
- Dansen op een web (Abimo, 2014)
- Het grote beestenverkleedfeest (Querido, 2011)
- Ik zie ik zie... (Querido, 2010)